# Naissance en 1265
Naissance
- 1261
- 1262
- 1263
- 1264
- 1265
- 1266
- 1267
- 1268
- 1269

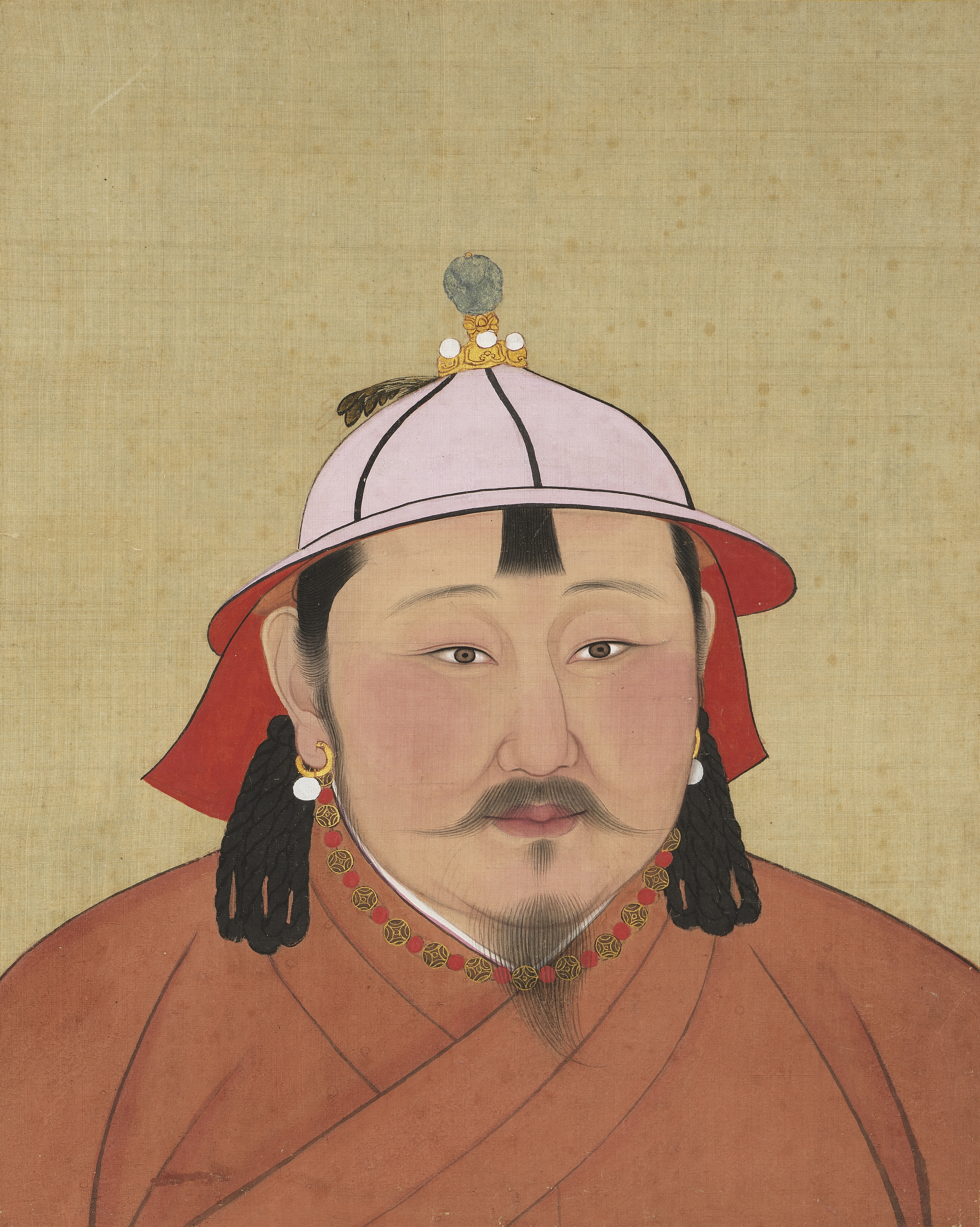
Témur Khan, né en 1265.

Cette page dresse une liste de personnalités nées au cours de l'année 1265 :
- Entre mi-mai et mi-juin : Dante Alighieri (Florence, 1265 — Ravenne, 1321), poète italien.
- 10 mai : Fushimi, 92e empereur du Japon.
- 4 novembre : Alphonse III d'Aragon, ou Alphonse III dit le Franc ou le Libéral, roi d'Aragon,  comte de Ribagorce sous le nom d’Alphonse III, comte de Barcelone, de Gérone, de Besalú et de Pallars Jussà sous le nom d’Alphonse II, roi de Valence sous le nom d’Alphonse Ier.

- Michel Cantacuzène, premier epitropos (gouverneur ou procurateur) de la province byzantine de la Morée.
- Stefano Colonna, comte de Romagne.
- Robert II de Beu, 2e vicomte de Beu, comte de Squillache.
- Jean II de Dreux, comte de Dreux.
- Gottfried von Hohenlohe, 14e grand maître de l'ordre Teutonique
- André III de Hongrie, roi de Hongrie.
- Anseau de Joinville, chroniqueur de Saint Louis, sire de Joinville et maréchal de France.
- Témur Khan, deuxième empereur de la dynastie Yuan après Kubilai Khan, gouvernant l'Empire chinois.
- María de Molina, reine consort de Castille et de León.
- Ramon Muntaner, capitaine et chroniqueur catalan.
- Eudoxie Paléologue, troisième fille de l'empereur byzantin Michel VIII Paléologue.
- Siemovit, duc de Brześć Kujawski et Dobrzyń nad Wisłą.
- Thihathu, un des cofondateurs du Royaume de Myinsaing et le fondateur du Royaume de Pinya, dans le centre de la Birmanie (République de l'Union du Myanmar).
- Eberhard Ier de Wurtemberg, comte de Wurtemberg et comte d'Urach.

date incertaine (vers 1265)
- Isabelle de Carlat, ou Isabelle de Rodez, vicomtesse de Carlat.

## Crédit d'auteurs
- Cet article est partiellement ou en totalité issu de l'article intitulé « 1265 » (voir la liste des auteurs).